# Palma (bairro)
Palma é um bairro do município gaúcho de Santa Maria, no Brasil. Localiza-se no leste da cidade, no distrito da Palma, sendo o único bairro deste distrito.
O bairro Palma possui uma área de 95,18 km² que equivale a 100% do distrito da Palma que é de 95,18 km² e  5,31% do município de Santa Maria que é de 1791,65 km².

## História
O nome do bairro é uma homenagem à "Sesmaria da Palma", como era chamada a fazenda do Major Tancredo Penna de Moraes devido a haver grandes quantidades de folhas de palmeiras no local. Começou a ser povoado a partir de partilhas da fazenda Palma, e, com a criação da atual RSC-287, em meados do século XX intensificou o seu crescimento populacional. Hoje, tem um razoável crescimento populacional e condições socioespaciais de um maior desenvolvimento.
A ocupação do solo remonta para a época da colonização portuguesa no Brasil, onde se tem, na ocasião, criado a sesmaria da Palma e então a fazenda Palma. Mais tarde veio a colonização italiana na região, e que no bairro tem um grande destaque até os dias atuais onde a predominância é de descendentes italianos oriundos, possivelmente e principalmente, da Quarta Colônia de Imigração Italiana devido a sua vizinhança com esta. Outro destaque é a presença de população negra no bairro, descendentes de escravos da Fazenda Palma, que receberam uma parcela de terras de seus donos e que neste lugar vivem seus descendentes. Recentemente esta comunidade foi reconhecida como quilombo, denominado Comunidade Arnesto Penna Carneiro.
Em 1808 Manoel Fernandes Penna veio de Portugal para o Brasil da cidade de Ribeira de Pena, em Alto Trás-os-Montes. Daí a origem do sobrenome, que foi colocado para homenagear a sua terra natal. Ele recebeu em forma de sesmaria, uma grande extensão territorial que tinha como divisa o município de Restinga Seca de um lado e o município de Silveira Martins do outro, que deu origem ao atual bairro. Ele atuava como Guarda-Mor do Governo e se instalou com a família na cidade. O seu filho, José Fernandes Penna, em 1858, construiu uma casa, nesta fazenda, que recebeu o nome de Fazenda Palma. Ela possui uma arquitetura clássica portuguesa que até hoje é mantida pela família, com o objetivo de preservar a história da família e do local. Em 2003 a casa foi restaurada por seu morador pertencente à quinta geração dos Penna, mantendo, inclusive, os marcos das portas que foram feitos pelo escravos. Em seu interior, vários objetos e mobiliários são guardados com carinho, como peças de tafonas, pilões e mobílias como a de um quarto feita em 1930, na Escola de Artes e Ofícios da Escola Hugo Taylor, da RFFSA.
Na década de 1990, territórios do bairro foram alvos de localidades vizinhas da Quarta Colônia de Imigração Italiana que almejavam emancipação do município a que pertence. Porém, Palma por não ter laços histórico-culturais, e nem físicos, com estas localidades, como tem com o município de Santa Maria ao qual pertence nunca teve interesse concreto em se unir com aqueles. Em 1963, Silveira Martins, então distrito de Santa Maria fez uma tentativa de emancipação, na qual ficaria com todo o atual Palma, e de fato, pela Lei Estadual nº 5.057 de 1965 foi criado o município de Silveira Martins que englobava todo o atual Palma. Na época a metade oeste do bairro fazia parte do então distrito de Silveira Martins. Moradores do local, atentos aos fortes laços histórico-culturais da localidade com o município no qual está inserido (Santa Maria), e descontentes com o futuro da localidade, impetraram um mandato judicial que acabou por derrubar a lei que criava o Município de Silveira Martins. Silveira Martins consegue emancipação novamente em 1987, dessa vez sem Palma.
Em 1997 com a criação do distrito da Palma, o bairro Palma passa a ter identidade mais forte e mais ativa no desenvolvimento de Santa Maria, e além disso, a RSC-287 dá ao bairro um excelente acesso ao centro da cidade, bem como a outros bairros. É local de passagem para quem vai à Quarta Colônia, Cachoeira do Sul, Santa Cruz do Sul, Porto Alegre; gerando um ótimo bairro onde investir em comércio às margens desta rodovia.
Camobi, bairro vizinho, tem crescido continuamente e está se consolidando como um centro urbano. Casas baixas em construção já são raras de se ver em Camobi, ao invés disso, prédios residenciais substituem casas unifamiliares cada vez mais. Camobi passa portanto, por um processo de gentrificação. E, a população que antes via Camobi como um local rururbano, passa a vivenciar a solidificação de Camobi como um centro urbano. Essa população tem procurado locais nos arrabaldes para morar, como Palma, Arroio Grande e Pains.
Palma está passando por um processo lento de urbanização, isso se observa ao longo de vários trechos da RSC-287, nas ruas próximas a divisa com Restinga Sêca, na rua Valentim Afonso Bassan, na rua José Fernandes Penna, na Estrada dos Imigrantes e na rua do Radar. Por outro lado, observa-se na sua metade sul, principalmente na região próxima ao Arroio do Só uma forte ruralização dando espaço á extensas áreas de plantações.

### Prédios históricos
Capela de Santa Terezinha

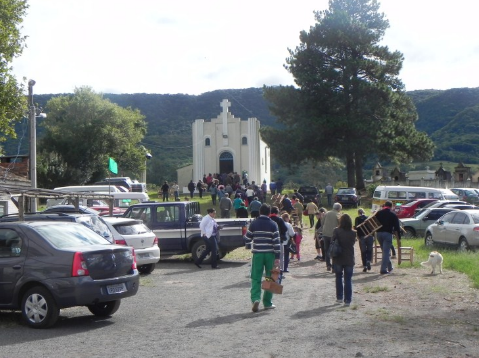
O Centro Comunitário Santa Terezinha.

A capela de Santa Terezinha foi construída e inaugurada no dia 15 de novembro de 1929. A primeira festa foi realizada dia 26 de abril de 1930, sendo que a cada três meses a capela era atendida pelo vigário João Iop, onde posteriormente as visitas passaram a ser mensais. Segundo os registros constantes no livro tombo da mitra diocesana, a doação do terreno para a construção da capela foi de: Francisco Augustinho Moro e esposa Josefina Brondani Moro e Jorge Celestino Pessoa e esposa Diamantina Carneiro Pessoa. As despesas da obra foram custeada por Carlos Alberto Ciocari, que foi ressarcido durante um período de dez anos, conforme as entradas da capela.
Segundo depoimentos da comunidade:
- A imagem de Santa Terezinha foi doada por Cícero Penna de Morais, o qual era devoto á santa.
- A imagem de Nossa Senhora do Socorro foi doada por Francisca Trevizan Ciocari, que na época também emprestou um Santo Antônio pequeno que tinha em casa, até que fosse comprado um maior, para preencher os três lugares do altar.
- Quanto ao sino, contam que era um pedaço de trilho da estrada de ferro pendurado na entrada da igreja.
- Já o Cemitério, pessoas mais vividas dizem que o terreno foi doado por Domingos Toniasso e cercado de arame, sendo que a primeira pessoa a ser enterrada foi Maria Parisati, a qual teve seus restos mortais transladados da Itália.
- Com relação ao salão de festas, tem-se a informação de que foi construído em três etapas, a primeira um salão aberto, posteriormente realizou-se uma ampliação com a cozinha e por ultimo ergueu-se o atual salão fechado.

Hoje a igreja de Santa Terezinha está toda reformada, através de doações de Neuza e Deoclides Morais, os bancos novos doados por Alfredo Colpo e o altar reformado com auxilio financeiro de todas as pessoas da comunidade e, no ano de 2012, o salão foi reformado.

## Limites
Limita-se com os bairros: Arroio do Só, Arroio Grande, Camobi e Pains, e, com os municípios de: Restinga Sêca e Silveira Martins.
Descrição dos limites do bairro
- Ao Norte: Começa junto a nascente do Arroio Tafona, coincidente a linha de divisa intermunicipal, Santa Maria - Silveira Martins e, segue pela cumeeira dos morros do Rebordo do Planalto Sul-Brasileiro, sentido geral leste, passando pelos pontos de cotas altimétricas 475m, 471m, 470m, 478m, 468m até o ponto de cota altimétrica de 466m. Deste ponto segue em sentido sudeste, até a nascente do Arroio Porteirinha ou Araricá;
- Ao Leste: Da nascente do Arroio Porteirinha (ou Araricá), segue por este, à jusante, até sua confluência com o Rio Vacacaí-Mirim;
- Ao Sul: Da confluência do Arroio Porteirinha com o Arroio Rio Vacacaí-Mirim, segue à montante do Rio Vacacaí-Mirim, até encontrar a confluência com seu tributário,  a Sanga do Banhado Grande;
- Ao Oeste: Da confluência da Sanga do Banhado Grande com o Arroio Rio Vacacaí-Mirim, segue por ela, à montante, até encontrar a ponte da linha férrea, Santa Maria - Restinga Seca; deste ponto, segue pela ferrovia, em sentido nordeste, até o cruzamento com a Rodovia Estadual RSC-287; deste ponto, deflete pela rodovia, em sentido leste, até encontrar a ponte sobre o Arroio Grande; deste ponto, segue pelo Arroio Grande, à montante, até encontrar o eixo da Rua Joaquim Pillon Neto, de coordenada UTM aproximada E 2437 e N 6711. Deste ponto, segue por esta rua até encontrar a ponte sobre o Arroio Tafona e, por este arroio, à montante, até sua nascente, ponto de limite de divisa dos Município de Santa Maria e Silveira Martins, início desta descrição.

## Unidades residenciais
O bairro Palma, pertencente ao distrito da Palma, é uma unidade de vizinhança que contém as seguintes unidades residenciais:
| #  | Unidade residencial                 | Localização                       | Limites | Obs. |
| -- | ----------------------------------- | --------------------------------- | --- | ---- |
| 1  | Comunidade Arnesto Penna Carneiro   | 29° 44' 38.01" S 53° 32' 06.70" O | A unidade residencial urbana localizada à Rua Ernesto Carneiro Penna, a 1,3km ao sul da RSC-287. Limitando-se ao leste com o município de Restinga Seca (propriedade da família Grigoletto), ao sul e oeste com propriedade da família Grigoletto, e ao norte com propriedade da família Lucca e a Rua Ernesto Carneiro Penna. |      |
| 2  | Faxinal da Palma                    | 29° 42' 55.12" S 53° 37' 54.64" O | A unidade residencial sem limites determinados localizada nos arredores do "Trevo da Palma" - entroncamento da RSC-287 / RS-804 (Estrada dos Imigrantes). |      |
| 3  | Fazenda Palma                       | 29° 42' 37.89" S 53° 34' 43.13" O | A unidade residencial localizada na Rua José Fernandes Penna, composta pela sede da fazenda apenas. |      |
| 4  | Fazenda Pozzobon                    | 29° 43' 30.88" S 53° 36' 06.31" O | A unidade residencial localizada ao sudeste da Vila Fuganti e ao sudoeste da Vila Palma. |      |
| 5  | Linha Sete Sul                      | 29° 41' 52.85" S 53° 34' 21.57" O | A unidade residencial cujas propriedades têm acesso pela porção centro-norte da Rua José Fernandes Penna, e está localizada ao norte da Fazenda Palma. |      |
| 6  | Loteamento Erondina Toniasso Bassan | 29° 43' 48.81" S 53° 32' 29.84" O | A unidade residencial composta de um loteamento de uma área de 1 hectare localizada entre área particular ao norte, a Vila Toniasso ao leste, Rua Vitório Toniasso ao sul, e Rua João Felipe Bitencourt ao oeste. |      |
| 7  | Palma                               |                                   | Toda a área do perímetro do bairro Palma sem denominação específica. |      |
| 8  | Palmas                              | 29° 43' 52.02" S 53° 33' 15.43" O | A unidade residencial localizada nos arredores do entroncamento da RSC-287 com a Avenida Carlos Alberto Cioccari e a Avenida Vista Alegre. |      |
| 9  | Passo do Cachorro                   | 29° 42' 16.09" S 53° 37' 30.35" O | A unidade residencial localizada ao leste da Estrada dos Imigrantes. Ao sul do Passo do Gato. Entre a Vila Fuganti ao sul e a Rua Walter Pozzobon ao leste. |      |
| 10 | Passo do Gato                       | 29° 41' 45.39" S 53° 37' 07.20" O | A unidade residencial localizada ao norte do Passo do Cachorro, cujo principal acesso se dá pelo leste da Estrada dos Imigrantes. |      |
| 11 | Passo dos Preto                     | 29° 42' 50.50" S 53° 34' 17.93" O | A unidade residencial localizada nos arredores do entroncamento da Avenida Dezessete de Dezembro com a Rua Valentim Afonso Bassan. |      |
| 12 | Rincão dos Camponogara              | 29° 44' 30.47" S 53° 34' 35.37" O | A unidade residencial localizada ao sul da Vila Palma e de Palmas cujas propriedades se acessam pelas ruas Luiz Bortoluzzi e Domingos Camponogara. |      |
| 13 | Rincão dos Ventura                  | 29° 46' 17.06" S 53° 32' 29.74" O | A unidade residencial localizada no extremo sul, cujo acesso se dá pela Rua Hilário Bianchin. |      |
| 14 | Santa Lúcia                         | 29° 42' 47.28" S 53° 32' 36.95" O | A unidade residencial localizada no trecho santa-mariense final da Alameda Cândido Brasil Moro, embora esta esteja mais vinculada ao município de Restinga Sêca. |      |
| 15 | Santa Terezinha                     | 29° 43' 22.39" S 53° 32' 57.24" O | A unidade residencial urbana localizada nos arredores do salão e capela homônimos - entroncamento Rua Valentim Afonso Bassan / Alameda Cândido Brasil Moro / Avenida Carlos Alberto Cioccari. |      |
| 16 | Santo Antônio                       | 29° 41' 42.54" S 53° 36' 24.04" O | A unidade residencial localizada num trecho nos arredores da margem da Rua do Radar, onde se situa a capela e um salão homônimos. |      |
| 17 | São Sebastião                       | 29° 42' 46.28" S 53° 40' 05.09" O | A unidade residencial localizada entre a RSC-287 ao norte, linha férrea Santa Maria - Restinga Sêca ao oeste, sanga do banhado grande ao sul e rio arroio grande ao leste, cortada pela Estrada dos Tonettos. |      |
| 18 | Vale dos Panos                      | 29° 41' 19.19" S 53° 37' 26.26" O | Ou Vale dos Panno. A unidade residencial localizada ao norte de Santo Antônio. |      |
| 19 | Vila Almeida                        | 29° 43' 54.99" S 53° 32' 22.32" O | A unidade residencial que se limita ao norte com a Rua Vitório Toniasso, ao leste com a Rua Amadeu Toniasso, ao sul com a RSC-287 e ao oeste com o alinhamento projetado na RSC-287 da Rua João Felipe Bitencourt. |      |
| 20 | Vila Balconi                        | 29° 43' 40.03" S 53° 34' 05.03" O | A unidade residencial localizada as margens da RSC-287, entre a Vila Palma ao oeste e Palmas ao leste. |      |
| 21 | Vila Fuganti                        | 29° 43' 07.05" S 53° 37' 02.42" O | A unidade residencial localizada entre Faxinal da Palma ao oeste, Passo do Cachorro ao norte e Fazenda Pozzobon ao sul e ao oeste. Cujos lotes são acessados pela RSC-287 ou pela Rua Walter Pozzobon. |      |
| 22 | Vila Gomes                          | 29° 43' 54.62" S 53° 32' 13.58" O | A unidade residencial localizada em uma área de 1 hectare que se limita ao sul com a RSC-287, ao oeste com a Rua Amadeu Toniasso, ao norte com a Vila Toniasso e ao leste com uma chácara. |      |
| 23 | Vila Palma                          | 29° 43' 31.63" S 53° 34' 44.23" O | A unidade residencial que é a sede do distrito de Palma, cuja área engloba a subprefeitura de Palma, Escola Major Tancredo Penna de Moraes e sua vizinhança. |      |
| 24 | Vila Toniasso                       | 29° 43' 47.26" S 53° 32' 14.19" O | A unidade residencial que se limita ao norte e leste com o Arroio Araricá, ao sul com as vilas Venturini, Gomes e o eixo da Rua Vitório Toniasso, e, ao oeste com o Loteamento Erondina Toniasso Bassan. |      |
| 25 | Vila Venturini                      | 29° 43' 57.59" S 53° 32' 07.08" O | A unidade residencial localizada no trecho santa-mariense final da RSC-287; limitando-se ao leste com o Arroio Araricá, ao norte com a Vila Gomes e a Vila Toniasso, e ao oeste com a Rua Ernesto Carneiro Penna. |      |
| 26 | Vista Alegre                        | 29° 45' 57.60" S 53° 32' 29.23" O | A unidade residencial localizada nos arredores da Capela Santo André, na Avenida Vista Alegre. |      |

## Demografia

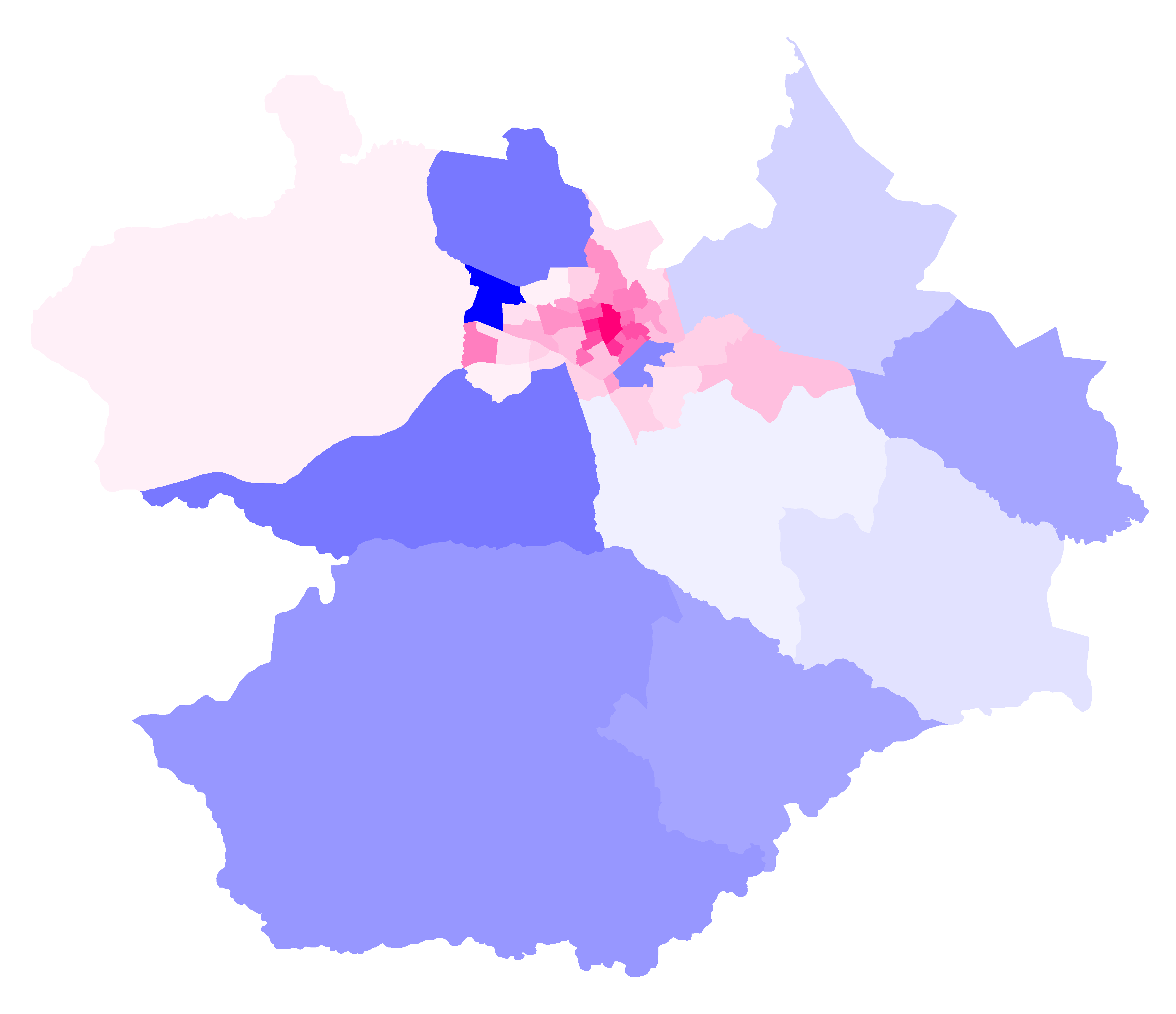
Mapa do município de Santa Maria com as divisões em bairros. Em escalas de azul os bairros com predominância masculina e em escalas de rosa os bairros com predominância feminina. Observa-se que quanto melhor a infraestrutura e o acesso a ela mais convidativo o bairro é para a população feminina. E, reciprocamente, podemos reconhecer os bairros com melhor infraestrutura observando onde a população feminina está concentrada.

Segundo o censo demográfico de 2010, Palma é, dentre os 50 bairros oficiais de Santa Maria:
- O único bairro do distrito da Palma.
- O 46º bairro mais populoso.
- O 8º bairro em extensão territorial.
- O 46º bairro mais povoado (população/área).
- O 13º bairro em percentual de população na terceira idade (com 60 anos ou mais).
- O 29º bairro em percentual de população na idade adulta (entre 18 e 59 anos).
- O 35º bairro em percentual de população na menoridade (com menos de 18 anos).
- Um dos 11 bairros com predominância de população masculina.
- Um dos 30 bairros que não contabilizaram moradores com 100 anos ou mais.

Considerando que não houve modificação em seu território, ou essa mudança foi insignificativa, pode-se fazer uma comparação de sua evolução demográfica entre os anos de 2000 e 2010: O bairro teve contada a mesma população de 2000, o que reflete que o bairro possui pouca especulação imobiliária, embora relativamente requisitado para moradia.
Distribuição populacional do bairro
1. Total: 856 (100%)
  1. Urbana: 0 (0%)
  2. Rural: 856 (100%)
2. Homens: 451 (52,69%)
  1. Urbana: 0 (0%)
  2. Rural: 451 (100%)
3. Mulheres: 405 (47,31%)
  1. Urbana: 0 (0%)
  2. Rural: 405 (100%)

## Infraestrutura
Acesso
O principal acesso se dá pela RSC-287, que liga todos os pontos do bairro ao Centro e demais municípios da metade leste do estado.
Centros Comunitários
- Associação Elisabetta Sanna de Solteiras, Idosas e Viúvas, sigla AESSIV, é uma entidade jurídica do direito privado de assistência social, cultural, beneficente e filantrópica, sem fins lucrativos, constituída de pessoas físicas que seguem os passos de Elizabetta Sanna. Foi fundada em 28 de novembro de 1998, e, é fundamentada nos princípios do carisma e da espiritualidade de São Vicente Palotti, fundador da União do Apostolado Católico - UAC.[9] A lei municipal de Santa Maria, Lei nº 4595 de 17 de Setembro de 2002 considera de utilidade pública a Associação Elisabetta Sanna de Solteiras, Idosas e Viúvas por se enquadrar nas exigências de Lei específica, em relação a sua finalidade sócio-cultural-beneficente-filantrópica.[10] A AESSIV situa-se à avenida Dezessete de Dezembro.
- Centro Comunitário de Santa Terezinha: Composto por um salão de festas, a Igreja Santa Terezinha, e, um cemitério. Localiza-se à Alameda Cândido Brasil Moro.
- Centro Comunitário de Santo Antônio: Composto por um salão de festas e uma igreja, a Igreja Santo Antônio.
- Centro Comunitário da Linha Sete: Composto por um salão de festas e uma igreja, a Igreja Santa Augusta. Localiza-se à rua José Fernandes Penna.
- Centro Comunitário da Vista Alegre: Composto por um salão de festas e uma igreja, a Igreja Santo André. Localiza-se à Avenida Vista Alegre.
- Centro Comunitário do Faxinal da Palma: Composto de um Salão de festas e uma igreja, a Igreja Nossa Senhora da Saúde. Localiza-se no entroncamento da rodovias RSC-287 e RS-804.

Coleta de lixo
A coleta de lixo ocorre uma vez por semana em algumas áreas, e quinzenalmente em outras - dependendo da demanda.
Comercio
O comércio no bairro é inexpressivo, atendendo apenas moradores da Palma. Há mercado, bar, agropecuária, armazém, cabeleireiro, loja de variedades, motel, entre outros, que atendem o bairro e/ou pessoas que trafegam na RSC-287. Devido a proximidade e o estreito relacionamento com o vizinho bairro Camobi, este supre quase que totalmente as necessidades daquele de modo que o Centro da Cidade fica em segundo plano, geralmente, para atender necessidades mais específicas, ou, quando os moradores da Palma buscam maior variedade de lojas.
Comunicação
Surge em setembro de 2013 o Portal Palma8SM, um portal de notícias do bairro, de história local, e de utilidade para a população.
Outro destaques se dá para um programa de rádio:
- O  Programa Campo e Cidade ,[13] da Rádio Guarathan, é um programa de rádio, apresentado por Luciano Zanini Guerra que vai ao ar de segunda à sexta-feira das 12:30 às 13:30 e tem por objetivo integrar às áreas urbanas e rurais de Santa Maria com um noticiário voltado para as áreas rurais do município. O programa é um referencial de noticiário para o bairro, e, um excelente difusor de notícias para o mesmo.

Educação

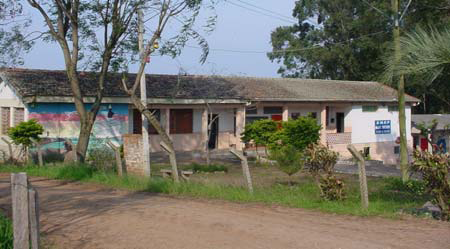
Escola Major Tancredo Penna de Moraes

A educação no bairro é centralizada na Escola Major Tancredo Penna de Moraes, seu único estabelecimento de ensino, tido também como uma escola núcleo por receber alunos de pequenas outras escolas que foram extintas no município.
Há neste bairro uma estação experimental:
- Estação Experimental Agrum: Localizada no km 219 da RSC-287.[14]

Energia elétrica
O bairro é atendido por 4 cooperativas de energia:
1. AES-SUL: Atende quase todo a população santa-mariense.[15]
2. Celetro: Atende 85 residências no Palma e arredores perfazendo 18 km de redes no município de Santa Maria.[16]
3. Cervale: Filiada a Celetro,[17] e atende além do bairro Palma, os bairros Pains, Arroio do Só e Boca do Monte.[18]
4. UHENPAL: Em Santa Maria, além da Palma atende também o Arroio do Só.[19]

Igrejas Evangélicas

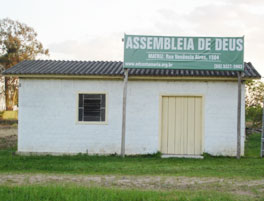
Antiga Igreja Assembléia de Deus, a qual mudou para outro prédio próximo, símbolo da forte religiosidade evangélica no bairro Palma.

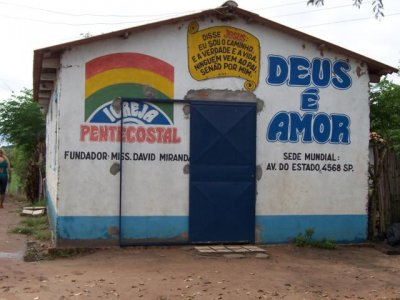
Igreja Deus é Amor na unidade residencial Comunidade Arnesto Penna Carneiro.

O bairro, por ter grande parte de sua população de origem italiana tem grande população católica, porém igrejas evangélicas tem tido um grande destaque no bairro nos últimos anos:
- Igreja Assembleia de Deus[20] localizada na Rua Vitório Toniasso, chamada de Palma I, e outra na Avenida Dezessete de Dezembro, chamada de Palma II.
- Igreja Pentecostal Deus é Amor, situada na Rua Ernesto Carneiro Penna, na unidade residencial Comunidade Arnesto Penna Carneiro.

Indústrias
O bairro possui uma indústria de embalagens, uma cooperativa e agroindústrias de arroz.

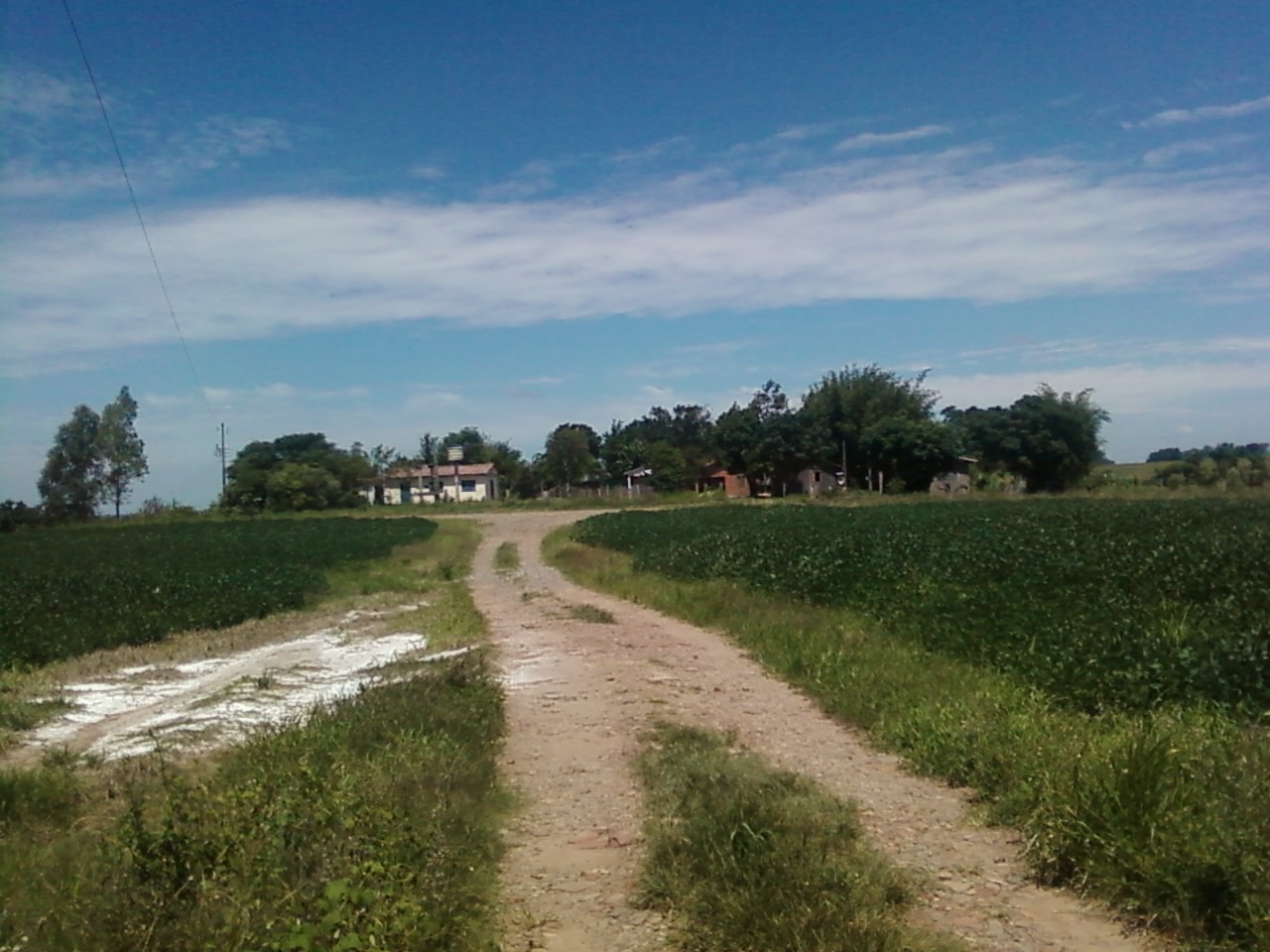
Rua Ernesto Carneiro Penna em direção ao quilombo homônimo ao fundo

Pontos turísticos
- Fazenda Palma[23]: A história da Palma está fortemente ligada ao território que a deu origem: Fazenda Palma (sua fazenda histórica), sua denominação desde a Colonização portuguesa no Brasil até os dias atuais, porém com área bem menor àquela inicial. Nessa fazenda foi construída uma casa no ano de fundação do município (1858), e é atualmente a casa mais antiga de Santa Maria em condições de moradia e com morador. A casa é conservada até hoje, inclusive, com os marcos das portas que foram feitos pelos escravos. De alguns pontos da fazenda pode-se avistar, além de serros e vales, os distritos da Sede e do Arroio do Só. Trilhas naturais levam a sede da fazenda à Quarta Colônia, garantindo um ótimo passeio para apreciadores de caminhadas ecológicas. A fazenda possui hoje uma pequena quantidade de terra. Uma das divisões foi feita em 1902, quando Manoel Fernandes Penna Neto faleceu. Não tendo filhos, ele deixou lotes de terra para descendentes de escravos que até hoje se encontram naquele local. Não existe, no local, estrutura destinada ao turismo rural ou ecológico. A sede da fazenda situa-se à rua José Fernandes Penna.
- Bolichão de Campanha: Estabelecimento industrial e comercial Vera Cruz, de Dário Pereira de Almeida, o chamado Bolichão de Campanha. Operava, na primeira metade do século XX, com venda de produtos de toda a natureza (alimentícios, equipamentos para trabalho na lavoura, armarinhos...). Era um estabelecimento primordial para a época, pois, devido às distâncias e dificuldades de transportes, procurava-se uma casa de comércio mais próxima. Na atualidade ainda existe o prédio onde funcionava o bolicho. O prédio está situado a estrada dos Imigrantes[24]
- Comunidade Arnesto Penna Carneiro: Quilombo, presença viva da ancestralidade negra dessa unidade residencial. O quilombo está situado à rua Ernesto Carneiro Penna.[25]
- Monumento do Sol[26] situado no trevo RSC-287/RS-804 no bairro. A coluna no estilo romano significa o imigrante europeu; O pássaro simboliza a grande imigração no Estado; As paredes de alvenaria simbolizam os morros de Silveira Martins, a lista branca, a Estrada dos Imigrantes (RS-804) que conduz até o alto da serra. A cidade de Silveira Martins é sempre banhada pelo sol, por isso, o sol também aparece representado no monumento.

Saneamento básico
O bairro não conta com rede de esgoto. A água usada pela população é oriunda, ou de nascentes ou de poços artesianos, geralmente comunitários.
Saúde
A população do bairro é atendida pela unidade móvel de saúde, que atende a população em dias e locais variados e pré-determinados. Recentemente a população foi contemplada com um ambulatório que funciona junto à subprefeitura do distrito de Palma. A saúde é atualmente a principal reivindicação do bairro. Como na Palma não há postos de saúde, e os atendimentos são em locais e dias esporádicos, a população geralmente desloca-se para o bairro Camobi para conseguir atendimento.
Transporte
1. Transporte coletivo urbano: O bairro não é contemplado.
2. Transporte coletivo interdistrital - linhas:
  1. Linha 7 — Foi cancelada em 2015.
  2. Arroio Grande - Trevo da Palma - Na Palma atende a Estrada dos Imigrantes
3. Transporte coletivo intermunicipal: Utilizado tanto para se deslocar a outros municípios quanto para se deslocar dentro de Santa Maria - linhas pela:
  1. Rodovia RSC-287[29]: Em média de 30 em 30 minutos, principalmente entre as 06:00 e 19:00.
  2. Rodovia RSC-287 e Avenida Vista Alegre[30]: Em alguns poucos horários.
  3. Rodovias RS-804 e RSC-287[31]: Na linha Silveira Martins - Santa Maria, apenas às 08:30 das sextas-feiras com saída de Silveira Martins e 17:30 com saída de Santa Maria para Silveira Martins, também, somente às sextas-feiras.[32]

## Fotos do bairro

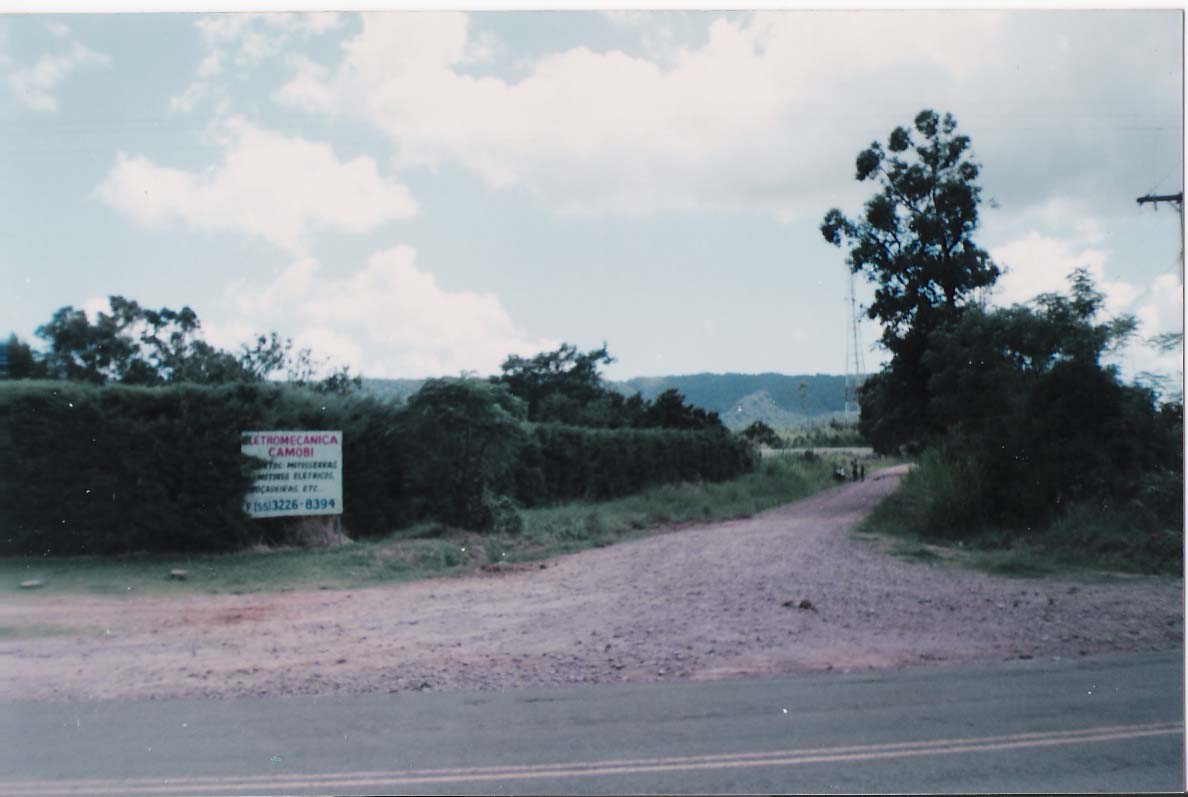
Rodovia RSC-287 esquina Avenida Carlos Alberto Cioccari
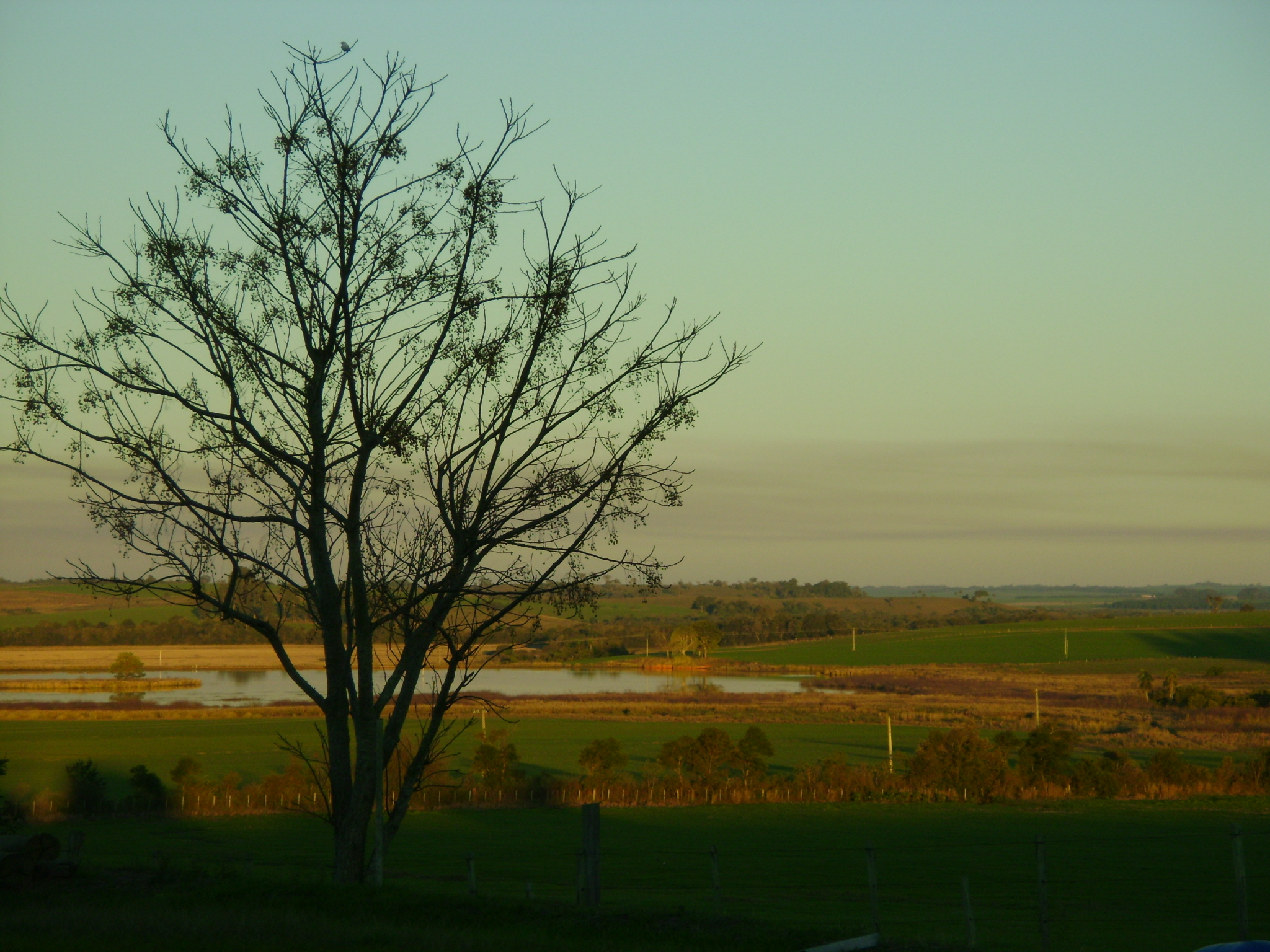
Vista da porção sudeste do bairro